# Kati Horna
Kati Horna (Boedapest, 19 mei 1912 – 19 oktober 2000), geboren als Katalin Deutsch, was een Hongaars-Mexicaans fotojournalist, surrealistisch fotografe en docente. Ze werd geboren in Boedapest, destijds onderdeel van het Oostenrijks-Hongaarse Rijk, woonde in Frankrijk, Duitsland, Spanje, en werd later genaturaliseerd tot Mexicaanse. Het grootste deel van haar werk werd verloren gewaand in de Spaanse Burgeroorlog. Ze was een van de invloedrijkste vrouwelijke fotografen van haar tijd. Door haar foto's veranderde ze de manier waarop mensen oorlog zagen. Horna deed dit door gebruik te maken van een strategie genaamd "gendered witnessing". Dit bestond uit het bekijken van oorlog vanuit een vrouwelijk perspectief en het benadrukken van het feit dat oorlog een overwegend mannelijke concept was.

## Jeugd

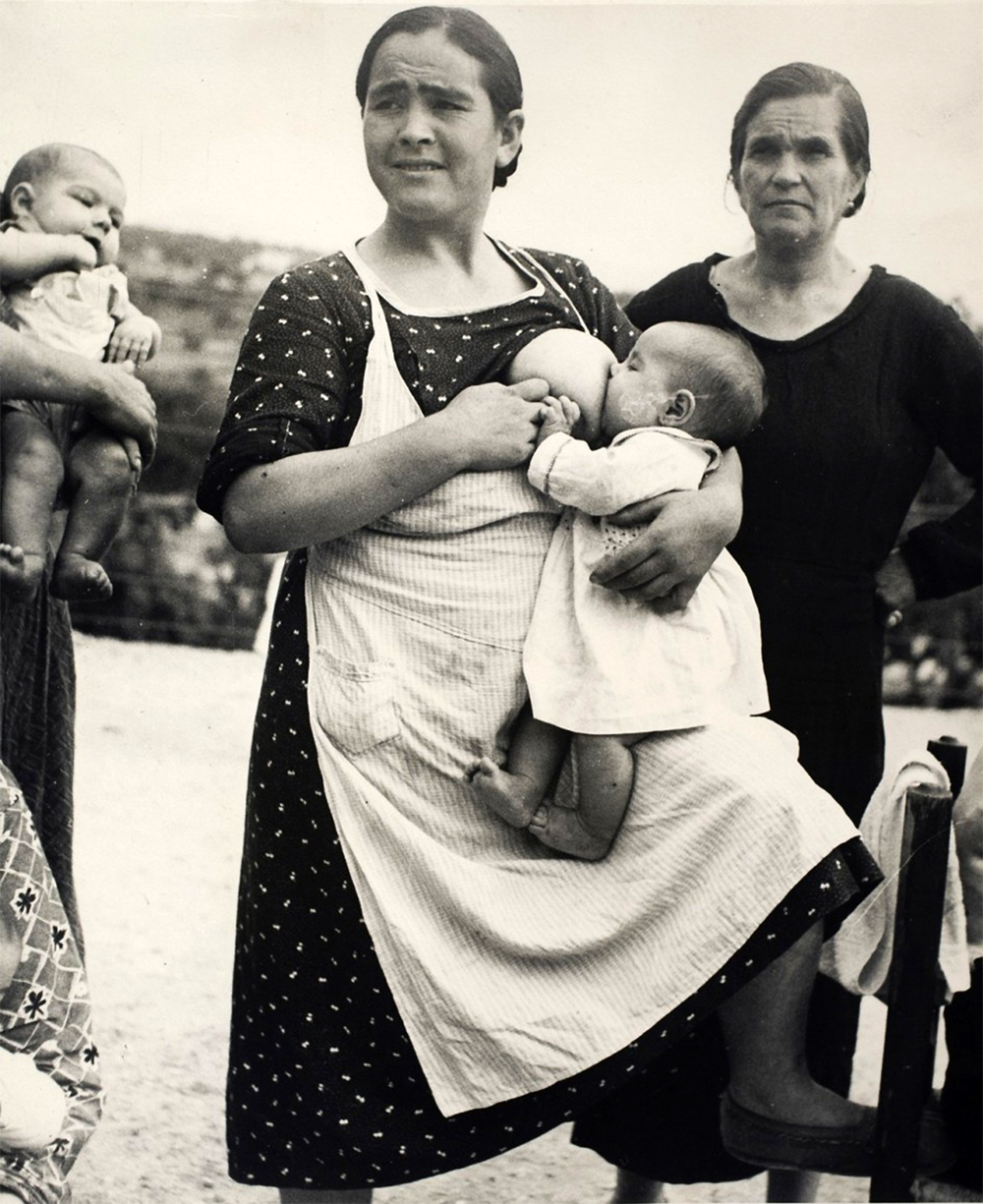
Voedster, foto door Horna (1937)

Als tiener woonde Horna in Berlijn en dit had een grote invloed op haar leven. Deels vanwege de dreiging van het opkomende bewind van Hitler, maar ook door haar ontmoeting met vooraanstaande fotografen uit de Hongaarse fotografiewereld, zoals Robert Capa (met wie ze een levenslange vriendschap opbouwt), László Moholy-Nagy en Simon Guttman. Uiteindelijk werd de dreiging van de opkomende nazi's te groot en verliet ze Berlijn om terug te keren naar Boedapest.
Op twintigjarige leeftijd werd Horna leerling in de werkplaats van fotograaf József Pecsi. Op deze prestigieuze school in Boedapest leerde ze de basis van fotografische technieken.
Toen Capa naar Parijs verhuisde, volgde ze hem in 1933, waar ze haar aandacht richtte op het leven dat ze om zich heen zag in de straten en cafés van de Franse hoofdstad. Haar serie voor het Franse Agence Photo (1934) onthulde haar scherpzinnigheid voor ironie en plezier. De series Vlooienmarkten (1933) en Reportage dans les Cafés de Paris (1934) dateren uit deze periode. Naast het fotograferen van realistische scènes, waagde ze zich ook aan meer experimenteel werk, dichter bij het surrealisme. Hoewel Horna veel populariteit genoot, bleef ze liever uit de schijnwerpers en werkte ze voor kleinere organisaties zoals het tijdschrift Umbral.

## Spaanse Burgeroorlog
In 1937, tijdens de Spaanse Burgeroorlog, verhuisde ze naar Barcelona en kreeg ze opdracht van de Spaanse republikeinse regering en de Confederación Nacional del Trabajo om de oorlog te documenteren en het dagelijks leven van gemeenschappen aan het front vast te leggen, wat ze deed in Aragón, Valencia, Madrid en Lérida. Ze fotografeerde oudere vrouwen, jonge kinderen, baby's en moeders, en werd later beschouwd als visionair vanwege haar keuze van feminine onderwerpen.

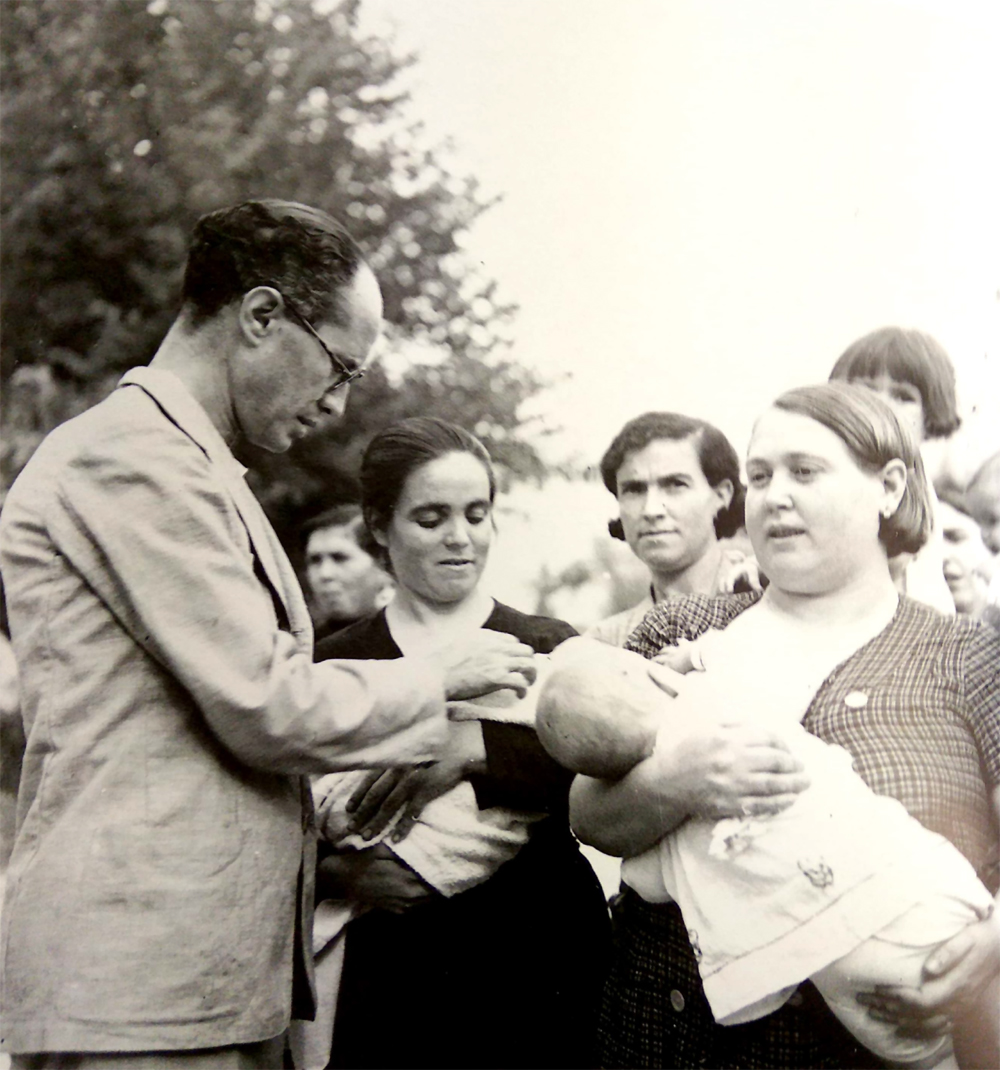
Voedsters tijdens de Spaanse burgeroorlog, foto door Horna

Horna's foto’s werden op verschillende plekken gepubliceerd in anarchistische kranten, tijdschriften en pamfletten en haar werk onthulde de brute gevolgen van de oorlog voor burgers die belegerd werden. Dit was een ander perspectief op de oorlog: het eerste grote Europese conflict dat niet beperkt bleef tot het slagveld. Daarnaast was ze redacteur van het tijdschrift Umbral, waar ze haar latere echtgenoot José Horna ontmoette.

## Frankrijk
Met José Horna vluchtte Horna in 1939 naar Parijs nadat ze door de Spaanse fascistische autoriteiten waren verdreven. Geschokt door de grote armoede die destijds kon worden waargenomen, nam Horna's carrière een nieuwe wending: terwijl ze in Parijs was, was ze verslaggever voor Lutetia-Press. Horna werd ook herenigd met haar vriend Robert Capa, die haar inspireerde niet alleen voor poëtische foto verhalen en in scène gezette shots, maar ook voor haar terugkerende thema's van maskers en poppen.
Tijdens de nazibezetting van Frankrijk trouwden Kati en José en verhuisden naar Mexico, waar ze andere kunstenaars ontmoetten die ook waren gevlucht uit het door oorlog verscheurde Europa waaronder Remedios Varo, Benjamín Péret, Emeric Chiki Weisz, en Leonora Carrington. Horna en deze groep in ballingschap levende kunstenaars werden een hechte vriendenkring. De kunst die deze vriendschap tussen hen opleverde werd later tentoongesteld in de expositie Surreal Friends in 2010. Een van de bekendste foto's van Kati Horna toont Remedios Varo, terwijl ze een van de maskers gemaakt door Carrington draagt.

## Architectuur
Horna verkende ook architectuurfotografie als kunstvorm.  Ze werkte samen met verschillende architecten zoals Luis Barragán, Carlos Lazo en Ricardo Legorreta, en legde gebouwen met historische waarde vast.
Horna publiceerde ook foto's van recent opgeleverde openbare gebouwen, zoals het Museo Nacional de Antropología [Nationaal Museum van Antropologie], de Ciudad Universitaria [Universiteitscampus], en de Biblioteca Nacional [Nationale Bibliotheek]. In 1967 nam Kati Horna foto's van de pre-Olympische spelen voor de architect Pedro Ramírez Vázquez. Haar interesse in architectuurfotografie strekte zich ook uit tot het vastleggen van vervallen en verwaarloosde gebouwen. Deze kant van haar fotografie komt overeen met haar interesse in het surrealisme , omdat de onderwerpen die in deze werken zijn vastgelegd, meerdere interpretaties mogelijk maken.
Tussen 1958 en 1963 was ze ook docent aan de Escuela Nacional de Artes Plásticas, de Academia de San Carlos en de Universidad Iberoamericana. Enkele van haar bekendste werken zijn What Goes in the Basket (1939), La Castañeda (1945), Fetiches (1962), Ode to Necrophilia (1962), Sucedió en Coyoacán (1962), Mujer y Máscara (1963), en Una Noche en el Sanatorio de Muñecas (1963).

## Nalatenschap
Horna stierf in oktober 2000. Haar werk is opgenomen in talrijke tentoonstellingen in Mexico, Spanje en andere landen. Horna had tijdens de Spaanse Burgeroorlog haar Rolleiflex-camera gebruikt in Barcelona en andere plaatsen in Catalonië voor PR van de anarchistische beweging CNT-FAI (Confederación Nacional del Trabajo en Federación Anarquista Ibérica). Deze foto’s werden gebruikt in een poging de moraal en actie in hun strijd tegen de Spaanse fascistische beweging aan te wakkeren. Aan het einde van de burgeroorlog werden haar foto's samen met andere documenten in houten kisten naar het Internationaal Instituut voor Sociale Geschiedenis (IISH) in Amsterdam verscheept. Ze werden vergeten en werden pas na 80 jaar herontdekt door de Spaanse kunsthistorica en curator Almudena Rubio. De meeste van deze foto's waren nooit eerder gepubliceerd en werden voor het eerst gepresenteerd in een tentoonstelling in Madrid tijdens het festival PhotoEspaña in juni 2022.
Horna's foto's uit de vergeten kisten tonen scènes van de menselijke omstandigheden in een gevangenis, van mensen waarvan de haren gratis geknipt worden in een kapperszaak, van een voormalige kerk die is omgebouwd tot een timmerwerkplaats en van loopgraven aan het front in Aragón. Ter gelegenheid van de tentoonstelling in Madrid werd Rubio geciteerd: "Het erfgoed van het werk van Michaelis en Horna is uniek, omdat het ons juist de ervaringen in de revolutionaire achterhoede laat zien, onderbelicht door de officiële historiografie, die werd aangestuurd door de anarchisten van de CNT-FAI. Tegelijkertijd stelt het ons in staat om gedetailleerder het leven van de twee fotografen tijdens de burgeroorlog te reconstrueren, en beter hun werk in antifascistisch Spanje te waarderen."
- Biblioteca Nacional de España: XX906822
- Bibliothèque nationale de France: cb12363742s (data)
- Catàleg d'autoritats de noms i títols de Catalunya: 981058529461506706
- Gemeinsame Normdatei: 119172739
- International Standard Name Identifier: 0000 0001 2120 5951
- Library of Congress Control Number: n85222100
- Nationale Bibliotheek van Tsjechië: jx20100804005
- Nederlandse Thesaurus van Auteursnamen: 298948494
- PIC: 299567
- RKD-Nederlands Instituut voor Kunstgeschiedenis: 353747
- Système universitaire de documentation: 032647352
- Union List of Artist Names: 500330796
- Virtual International Authority File: 29149066356065600690
- WorldCat: E39PBJjHjfKYywm4QpKGr4xFKd